# 陈安勇乐
陈安勇乐（越南文：Anrê Trần An Dũng Lạc，1795年—1839年12月21日），圣名安德肋（Andreas），是一位越南天主教神父，在明命帝统治时期被斩首，是越南殉道圣人之一。
他在1795年出生时名为“陈安勇”，受洗时取圣名安德勒，1823年3月15日祝圣为神父。在迫害期间，他更名为“乐”，以逃避抓捕。11月24日，他與其他越南殉道聖人一起受慶日的紀念。